# Mystrium camillae
Mystrium camillae  (лат.) — вид муравьёв из подсемейства Amblyoponinae.

## Распространение
Австралия, Бруней, Индия, Индонезия, Китай, Малайзия, Мьянма, Папуа Новая Гвинея, Сингапур, Филиппины.

## Описание
Среднего размера муравьи с широкой субквадратной головой и длинными зазубренными челюстями, прикреплёнными у боковых краёв передней части клипеуса. Промеры рабочих муравьёв: длина головы (HL) — 0,81—1,75 мм, ширина головы (HW) — 0,85—1,64 мм, отношение ширины головы к её длине (HW/HL x 100 = CI) — 88—105, длина скапуса (SL) — 0,50—1,00 мм, индекс скапуса (отношение длины скапуса к ширине головы; SI) — 54—64, длина мандибул (ML) — 0,52—1,75 мм, длина груди (WL) — 0,91—1,49 мм, ширина пронотума (PW) — 0,47—0,80 мм. Максиллярные щупики состоят из 4 члеников; 2-й сегмент короче 1-го; 1-й членик очень широкий. На переднем крае наличника 6—7 зубцов.
Муравьям Mystrium camillae принадлежит своеобразный рекорд животных по скорости смыкания мандибул на жертве: до 320 километров в час (89 м/с), то есть длится 23 микросекунды. Ранее рекорд принадлежал Odontomachus bauri (они кусают со скоростью от 126 до 230 км/час, то есть не быстрее 64 м/с, за 0,13 миллисекунды).

## Галерея

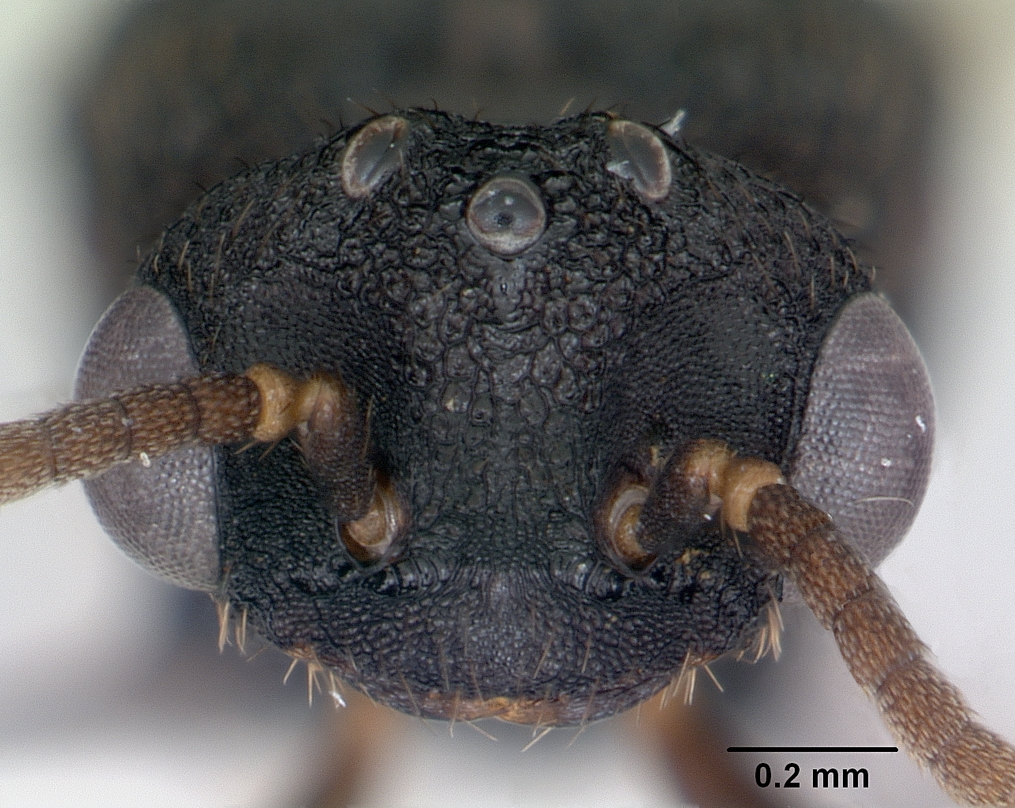
Голова самца Mystrium camillae
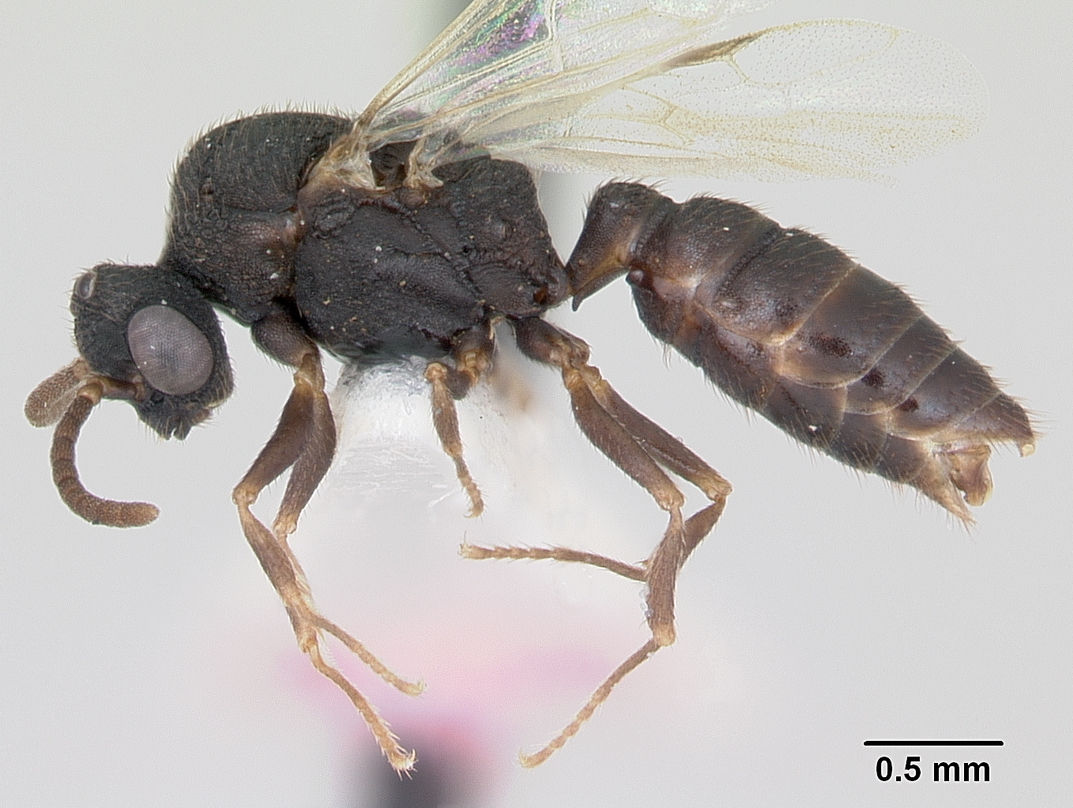
Самец сбоку
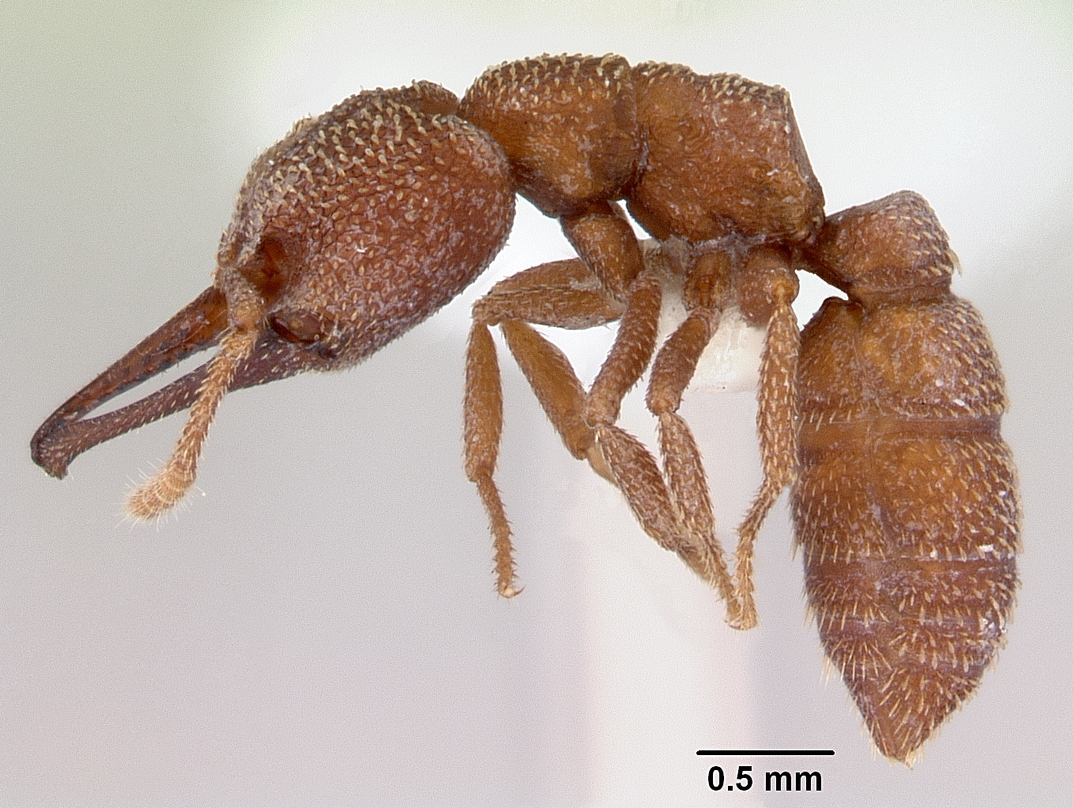
Рабочий сбоку
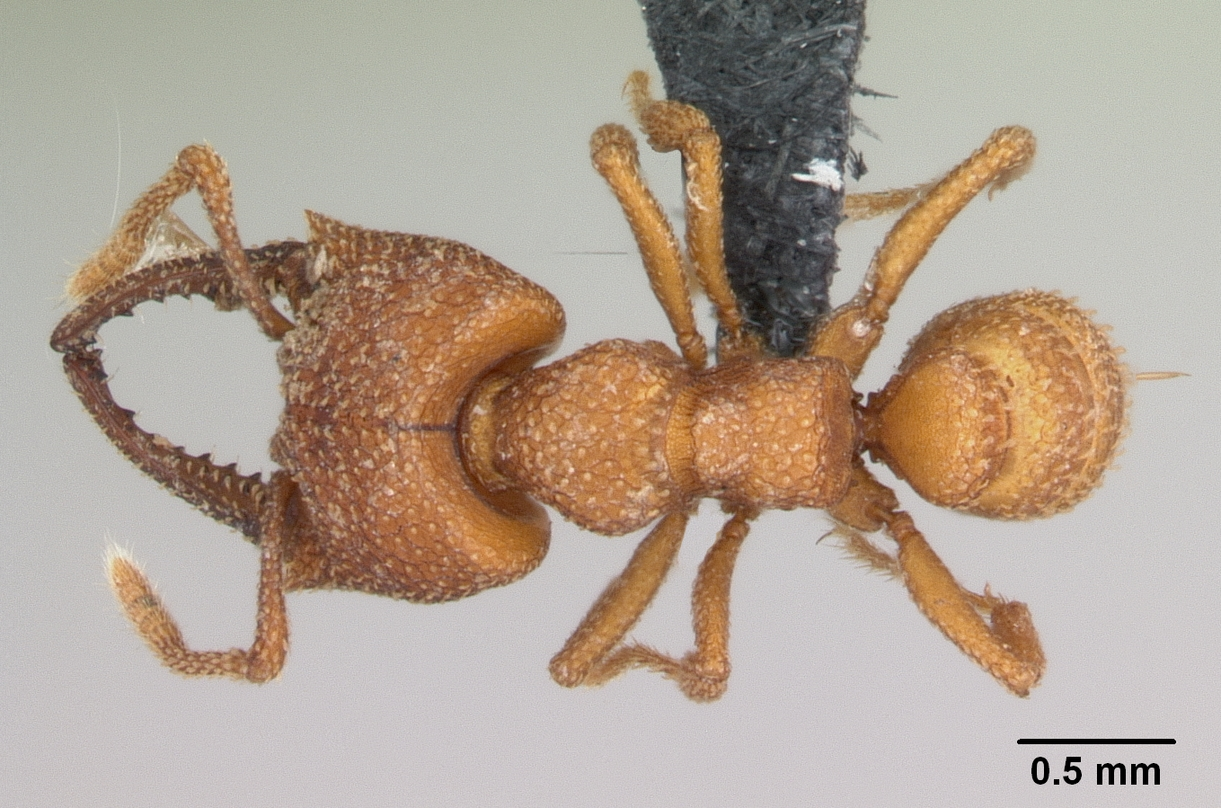
Рабочий сверху